# Ferdinand Heine (Schauspieler)
Peter Viktor Ferdinand Heine (* 15. Mai 1799 Dresden; † 14. Oktober 1872 ebendort) war ein deutscher Theaterschauspieler, Opernsänger (Bass), Kostümzeichner und Übersetzer.

## Leben
Heine war von Februar 1817 bis September 1849 als Schauspieler (oftmals in komischen Rollen), Sänger (Stimmlage Bass) und Kostümzeichner  am Königlichen Hoftheater Dresden engagiert. Von 1850 bis 1852 war er als Garderobeinspektor („Costumier“) an den Königlichen Schauspielen in Berlin tätig und schließlich bis zu seinem Tod Privatlehrer und Lehrer für Schauspiel- und Vortragskunst am Dresdner Konservatorium. Einer seiner Schüler war der Sänger  Ferdinand Jäger.
Heine übersetzte zahlreiche französische Werke ins Deutsche.
Er war ein Freund Richard Wagners und setzte sich ab 1841 für die Überführung der sterblichen Überreste Carl Maria von Webers nach Dresden und die Errichtung eines Weber-Denkmals ein.